# Anomija
Anomija (starogrčki. a- = ne i vομος = zakon) je pojam iz sociologije. Prvi ga je uveo francuski sociolog Émile Durkheim da bi označio ne postojanje ili pomanjkanje socijalnih ili društvenih normi. Općenito, anomija je stanje u kojem dolazi do destabilizacije starih normi i pravila.
Do stanja anomije može doći u razdobljima kriza, ratova i pobuna kao i u doba društvene tranzicije.